# USS Franklin (CV-13)
«Франклін» (англ. Franklin (CV-13)) — важкий ударний авіаносець США періоду Другої світової війни типу «Ессекс». Названий на честь Бенджаміна Франкліна, одного з  батьків-засновників США. 
Це був п'ятий корабель з такою назвою у флоті США.

## Історія створення

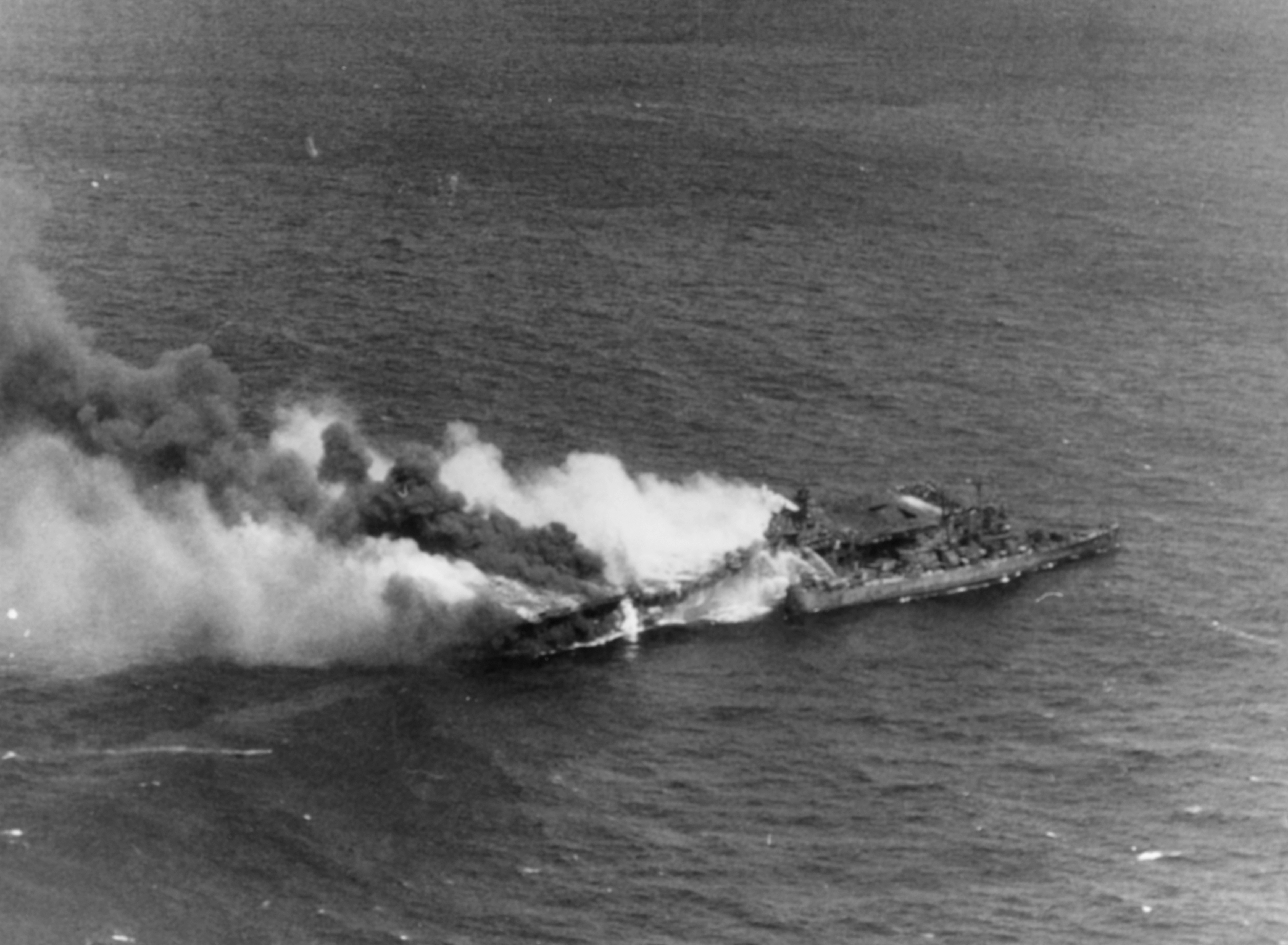
Палаючий «Франклін»

Авіаносець «Франклін» був закладений 7 грудня 1942 року на верфі Newport News Shipbuilding у місті Ньюпорт-Ньюс, штат Вірджинія. Спущений на воду 14 жовтня 1943 року. Вступив у стрій 31 січня 1944 року.

## Історія служби

### Друга світова війна
«Франклін» розпочав бойову службу з 4 липня 1944 року разом з авіагрупою CVG-13.
Прикривав висадку десанту (11-23.06.1944; 04-05.07.1944; 21.07-05.08.1944) на Маріанські острови, брав участь в битві у Філіппінському морі (19-20.06.1944).
Брав участь в десантній операції на Західні Каролінські острови (28.08-24.09.1944), рейді на острови Рюкю, формоза, Лусон (10— 20.10.1944).
13 жовтня 1944 року авіаносець був пошкоджений збитим японським літаком, який влучив у палубу.
Далі авіаносець забезпечував висадку десанту (20—30.10.1944) та брав участь у битві в затоці Лейте (23.10-23.11.1944), в ході якої літаки з «Франкліна» взяли участь у потопленні японського авіаносця «Тійода».
30 жовтня «Франклін» був пошкоджений влучанням камікадзе. Літак пробив палубу в районі ліфта №3 та викликав пожежу в ангарі. Загинуло 56 людей, 14 отримали поранення, згоріло 33 літаки. Авіаносець вирушив на ремонт у Перл-Гарбор.
Після ремонту «Франклін» 4 лютого 1945 року увійшов до складу 5-го флоту з авіагрупою CVG-5. Авіаносець брав участь у рейді на Токіо та військово-морську базу Куре (14—19.03.1945).
19 березня 1945 року авіаносець був важко пошкоджений влучанням двох авіабомб. Перша пробила палубу в районі носового ліфта та викликала пожежу на ангарній палубі. Друга завдала таких же ушкоджень в районі корми. Через 4 години палаючий корабель втратив хід та був залишений екіпажем. Крен на правий борт склав 11°. Загинуло 724 людини, 265 було поранено. Авіаносець був відправлений на ремонт в Нью-Йорк.
За час бойових дій літаки з «Франкліна» збили 120 японських літаків.

### Післявоєнна служба
Корабель був відремонтований, але до складу флоту не вводився. З 17 лютого 1947 року перебував в резерві (за іншими даними, взагалі не відновлювався, а перебував в резерві без капітального ремонту).
1 жовтня 1952 року перекласифікований в ударний авіаносець CVA-13, 8 серпня 1953 року — в протичовновий авіаносець CVS-13 та допоміжний авіатранспорт ATV-8 (1956 рік).
1 жовтня 1964 року авіаносець був виключений зі списків флоту і в липні 1966 року проданий на злам. Розібраний протягом 1966-1968 років.